# Marie Glory
Marie Glory est une actrice française, née le 3 mars 1905 à Mortagne-au-Perche (Orne) et morte le 24 janvier 2009 à Cannes (Alpes-Maritimes).

## Biographie
Marie Glory naît sous le nom d’état civil de  Raymonde Louise Marcelle Toully, en 1905 dans l’Orne.
Elle commence sa carrière à l'écran dans le film muet Paris en 1924, mais ne décroche son premier rôle consistant qu'en 1928 dans L'Argent de Marcel L'Herbier. Dès ce moment, elle aligne une cinquantaine de films, majoritairement français. S'y ajoutent des films étrangers (notamment italiens) et des coproductions. Son dernier film, sorti en 1960, est La Chatte sort ses griffes d'Henri Decoin.
Parfois créditée Mary Glory (ou, dans ses films avant L'Argent, de son premier pseudonyme : Arlette Genny), elle était au moment de son décès une des dernières stars vivantes du cinéma des années 1930, avec Paulette Dubost, Suzy Delair et Danielle Darrieux, et la doyenne du cinéma français.
Comme Gaby Morlay, elle est aussi une passionnée d'aviation, et pilote son avion de tourisme dans les mêmes années 1930, ce qui n'était pas si courant à l'époque. Elle s'engage en 1942 dans les Forces françaises libres.
Après son retour en 1945, c'est Christian-Jaque qui l'aide à redémarrer sa carrière dans Adorables créatures (1952). Elle joue aussi, entre autres, dans Et Dieu… créa la femme (1956) de Roger Vadim.
En 1997, elle reçoit le Prix "Reconnaissance des Cinéphiles" décerné par l'association "Souvenance de Cinéphiles" à Puget-Théniers pour l'ensemble de sa carrière.
Morte à l'âge de 103 ans, elle est incinérée.

## Filmographie
- 1924 : Le Miracle des loups de Raymond Bernard : (figuration)
- 1924 : Monsieur le directeur de Robert Saidreau
- 1924 : Paris de René Hervil
- 1925 : Les Dévoyés d'Henri Vorins : (Mélanie Kériadec)
- 1927 : La Maison sans amour d'Émilien Champetier
- 1927 : Miss Helyett de Georges Monca et Maurice Kéroul
- 1928 : L'Argent de Marcel L'Herbier : (Line Hamelin)
- 1928 : Monte Cristo d'Henri Fescourt : (Valentine de Villefort, la fille)
- 1928 : Le Diable au cœur de Marcel L'Herbier : (La petite voleuse)
- 1929 : Autour de l'argent de Jean Dréville - documentaire : (Elle-même)
- 1929 : Mon béguin ou Miss Lohengrin d'Hans Behrendt : (Mlle Yseult, la comtesse)
- 1929 : Mon copain de papa (Vater und Sohn) de Géza von Bolváry : (Stella Valéry)
- 1930 : L'Enfant de l'amour de Marcel L'Herbier : (Aline)
- 1930 : Les Chevaliers de la montagne de Mario Bonnard
- 1930 : Les Deux Mondes (Zwein Welten) d'Ewald André Dupont
- 1930 : Le Roi de Paris de Léo Mittler
- 1930 : La Folle Aventure de Carl Froelich et André-Paul Antoine : (Elisabeth)
- 1930 : Lévy et Cie d'André Hugon : (Esther Lévy)
- 1931 : Dactylo de Wilhelm Thiele : (Simone Dupret)
- 1931 : Tu seras duchesse de René Guissart : (Annette Poisson)
- 1931 : L'Ensorcellement de Séville de Benito Perojo - Film arrêté, puis repris sans Marie Glory[1]
- 1931 : Prisonnier de mon cœur de Jean Tarride : (Suzanne)
- 1932 : L'Amoureuse Aventure de Wilhelm Thiele : (Irène Vernier)
- 1932 : Une étoile disparaît de Robert Villers : (Elle-même)
- 1932 : Mon cœur balance de René Guissart : (Geneviève)
- 1932 : Madame ne veut pas d'enfants d'Hans Steinhoff et Constantin Landau : (Eliane)
- 1932 : Monsieur, Madame et Bibi de Jean Boyer et Max Neufeld : (Clary Bauman)
- 1933 : Charlemagne de Pierre Colombier : (Rose Val)
- 1933 : Son Altesse Impériale de Jean Bernard-Derosne et Victor Janson : (Monique)
- 1934 : La Femme idéale d'André Berthomieu : Denise
- 1934 : King of Paris de Jack Raymond : (Maïke Tamara)
- 1934 : Dactylo se marie de René Pujol et Joe May : (Simone)
- 1934 : Le Paquebot Tenacity de Julien Duvivier : (Thérèse)
- 1934 : Votre sourire de Monty Banks et Pierre Caron
- 1934 : King of Hearts d'Oswald Mitchell et Walter Tennyson
- 1936 : L'Homme sans cœur de Léo Joannon : (Sylvette)
- 1936 : Les Amants terribles de Marc Allégret : (Lucie)
- 1936 : Le Mort en fuite d'André Berthomieu : (Myra)
- 1936 : Avec le sourire de Maurice Tourneur : (Gisèle)
- 1937 : Les Gens du voyage de Jacques Feyder : (Pepita)
- 1937 : Le Porte-veine d'André Berthomieu : (Janine)
- 1938 : Une femme en péril (Una moglie in pericolo) de Max Neufeld : (Mary Arnald-Verdier)
- 1938 : Naples d'autrefois (Napoli che non muore) d'Amleto Palermi : (Annie Fusco)
- 1938 : Terre de feu de Marcel L'Herbier : Hélène
- 1939 : Terra di fuoco de Giorgio Ferroni et Marcel L'Herbier, version italienne du précédent : Hélène
- 1939 : Dernier Refuge de Jacques Constant - Film resté inachevé -
- 1943 : Dagli Appennini alle Ande de Flavio Calzavara
- 1951 : La folla de Silvio Laurenti Rosa
- 1952 : Adorables créatures de Christian-Jaque : (La mère de Catherine)
- 1952 : La Fugue de monsieur Perle de Pierre Gaspard-Huit et Roger Richebé : (Juliette Perle, la femme)
- 1953 : Gli uomini, che mascalzoni de Glauco Pellegrini : (Elsa)
- 1955 : Le Célibataire (Lo scapolo)  d'Antonio Pietrangeli : (Catherine)
- 1956 : Et Dieu… créa la femme de Roger Vadim : (Mme Tardieu)
- 1958 : La Chatte d'Henri Decoin
- 1958 : Premier mai ou Le Père et l'enfant de Luis Saslavsky : (Une infirmière)
- 1958 : Rafles sur la ville de Pierre Chenal : (La patronne du café)
- 1958 : Ramuntcho de Pierre Schoendoerffer : (Franchita)
- 1960 : La Chatte sort ses griffes d'Henri Decoin : (La concierge)